# Pelagosaurus
Pelagosaurus (que significa "lagarto del mar abierto") es un género extinguido de crocodilomorfo talatosuquio que vivió durante el período Toarciano del Jurásico Inferior, hace cerca de 183 a 175 millones de años, en mares epicontinentales poco profundos que cubrieron mucho de lo que es hoy el occidente de Europa. La taxonomía sistemática de Pelagosaurus ha sido fuertemente disputada a través de los años, y fue asignado a Thalattosuchia después de que sus afinidades con la familia Teleosauridae fuera disputada. Pelagosaurus era notoriamente similar al moderno gavial, con el cual comparte adaptaciones y hábitos alimenticios. 

## Descubrimiento

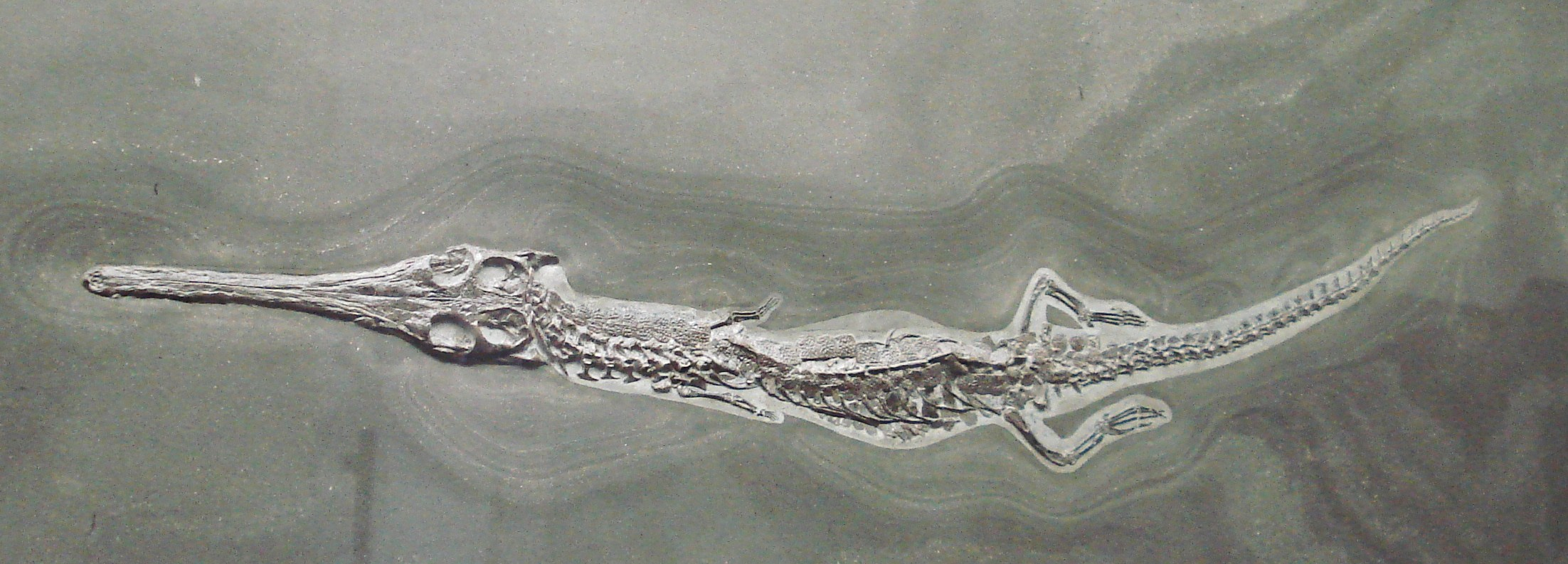
Fósil de Pelagosaurus typus.

Pelagosaurus fue originalmente descrito de un fósil hallado en Normandía, pero el holotipo de P. typus fue hallado al norte del pueblo de Ilminster en Somerset, Inglaterra. Muchos de los restos de Pelagosaurus han sido hallados en el área de Ilminster, pero otros restos, predominantemente cráneos y esqueletos articulados, han sido hallados en otras zonas de Europa occidental en países como Francia y Alemania. Especímenes de la región de Somerset vienen sobre todo de la cantera Strawberry Bank al norte de Ilminster; aunque de aquí se han recolectado restos fósiles antes, desde entonces se ha construido sobre el sitio. Uno de los ejemplares era de un pequeño juvenil, proveyendo alguna información acerca del patrón de crecimiento del Pelagosaurus'.

## Relaciones evolutivas
Las relaciones evolutivas de Pelagosaurus han sido confusas y ha habido tres diferentes interpretaciones de su lugar dentro de Thalattosuchia:
1. Teleosáurido: La clasificación como teleosáurido de Pelagosaurus, basada en similitudes anatómicas, fue mantenida por Eudes-Deslongchamps, Westphal y Duffin.[3][4][5][6][7]
2. Metriorrínquido: Su posición como un metriorrínquido basal fue hecha por Buffetaut.[8][9]
3. Talatosuquio primitivo: Sin embargo, análisis filogenéticos hechos desde la década de 1980, 1990 y principios de 2000 encontraron que Pelagosaurus era un taxón externo tanto a Teleosauridae como a Metriorhynchidae.[10][11][12]

Loas análisis filogenéticos más recientes han encontrado que Pelagosaurus era un teleosáurido primitivo, más que un metriorrínquido basal o un talatosuquio.

## Paleobiología

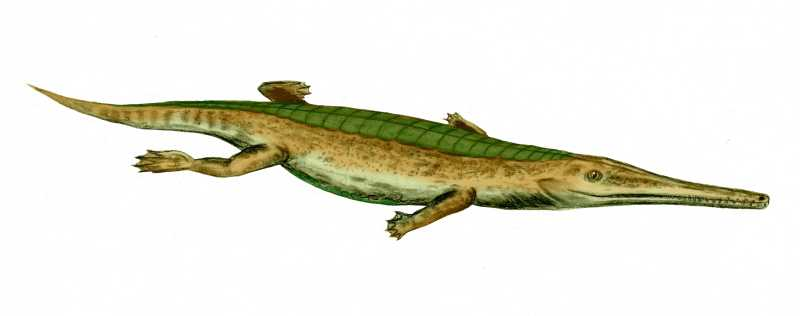
Reconstrucción

Pelagosaurus estaba bien adaptado para la vida acuática; había desarrollado un hocico largo y esbelto, una cola similar a una aleta y patas más parecidas a aletas para nadar en las aguas cálidas y poco profundas de su tiempo. Pelagosaurus tenía 30 dientes capaces de cazar y ensartar peces, crustáceos y moluscos mientras nadaban; incluso, un espécimen fósil fue encontrado con un Leptolepis— un pez teleósteo primitivo— en la región de su estómago. Sus ojos en posición delantera su cuerpo hidrodinámico sugieren que Pelagosaurus era un depredador de persecución, más que un carroñero o un cazador de emboscadas. Pelagosaurus era bastante similar a los cocodrilos modernos, y pudo haber andado de manera similar, agitando su cola de lado a lado, aunque su estructura vertebral es más ágil, probablemente para permitir mayor movimiento en el agua que sus parientes modernos. Pelagosaurus probablemente solo emergía del agua para depositar sus huevos o descansar en las riberas, pasando el resto del día en el agua a la que se había adaptado.